# Števan Kovatš
Števan Kovatš (madžarsko Kováts István), madžarski evangeličanski duhovnik, senior, zgodovinar, pisatelj, predsednik Prekmurske banke, * 25. januar 1866, Lébény pri Gjuru, † 11. december 1945, Murska Sobota. 

## Življenjepis

### Mladost in šolanje
István Kováts se je rodil na Madžarskem, očetu István Kovátsu (roj. 20. julija 1835) evangeličanskemu posestniku in materi Katalin (prav tako roj. Kováts, 26. septembra 1834). Njegov stari oče Mihály Kováts (poročen z Ilono pl. Toth) je bil uradnik Lébényja. 
Po šolanju v domačem kraju in Sopronu je študije nadaljeval v Sopronu, Univerzi v Halleju in na Univerzi v Jeni (Nemčija). V duhovnika je bil posvečen 29. septembra 1889. Prvo je služboval kot kaplan v Tétu pri Horváth Sámuelu, nato pa je nastopil kaplanso sužbo pri Hetyey Mórnálu v Csikvándu. 12. marca leta 1892 se je preselil v Slovensko krajino (danes Prekmurje in Porabje) natančneje v Mursko Soboto, kjer je deloval celo svoje življenje.
Poročil se je 29. maja 1893 z Ireno Berke, iz stare in ugledne plemiške družine, hčerko Mihaela Berkeja, ki je - kakor njegov oče Jožef Berke - podpiral evangeličansko skupnost. Poročil ju je Ivan Berke, ki je bil brat Ireninega starega očeta. V zakonu so se jima rodili trije otroci. Njegov sin Karl Kováts je bil senior evangeličanske cerkve in je služboval v Gornjih Slavečih do leta 1978, kjer je tudi leta 1928 zgradil cerkev.

### Delo
Bil je urednik Evangeličanskega kalendarja in Düševnega lista, ker je zelo dobro govoril prekmurščino. Leta 1922 je bil imenovan za seniorja Prekmurskega evangeličanskega seniorata, čeprav je posle seniorja opravljal že od razpada Avstro-Ogrske leta 1918. Leta 1922 ga je kralj Aleksander I. Karađorđević imenoval za duhovnega sodnika evangeličanske cerkve v Kraljevini Jugoslaviji. Po madžarski zasedbi Prekmurja leta 1941 so mu za zasluge podelili naziv častnega seniorja. Kar nekaj let je bil tudi predsednik Prekmurske banke (ustanovljena pod imenom Murskosoboška hranilnica), ter več kot 50 let član nadzornega sveta te banke. Kralj Aleksander I. Karađorđević ga je leta 1926 odlikoval z redom sv. Save (III. stopnje). Zgradil je novo cerkev v Murski Soboti (1910), evageličanski dormitorij, itd. Leta 1940 je napisal zgodovino murskosoboške evangeličanske gmajne, ki je najpomembnejši vir za zgodovino evangeličanske cerkve v Murski Soboti, ter zgodovine protestantizma v Prekmurju. Leta 1933 je prvi pisal o arheološkem najdišču v Petanjcih. Skupaj z Janos Cziffrak-om je bil največji nasprotnik Franca Ivanocija, saj je v nasprotju z Ivanoczyjem zagovarjal prekmurščino kot samostojen jezik, ki ne more fuzionirati knjižni slovenščini. Bil je tudi podpredsednik Madžarskega prosvetnega društva za Vendsko krajino (Vendvidéki Magyar Közművelődesi Egyesület-VMKE), ki je izdajalo svoj časopis Murska Sobota in njena okolica (Muraszombat és Vidéke), organiziralo jezikovne tečaje, politično in kulturno življenje, ter skrbelo za dvig gospodarstva v pokrajini.
V knjigi Prekmurski profili je Fran Sušnik Kovatša opisal takole: "Visoke postave je tudi luteranski senior Kovats. Toda Slepec hodi vedno pokončno, Kovač pa se sklanja v mili, zibajoči se liniji. Počasi, počasi in zategnjeno govori. In je in piše in čita s pobožno počasno častitljivostjo. (...) Blizu šestdesetih je ze Kovač in čez trideset let ze v Soboti. Tam od Rabe je prišel in ni znal ne besedice slovenske; v Soboti se je udomačil in pred štirimi leti baš on poživil evangeličansko slovensko knjigo, ki je dremala petdeset let, kar je umrl Kardoš. Kardoševa dela so večinoma v rokopisih, ki jih hrani Kovač. In še en biser ima v svoji knjižnici: originalno izdajo Küzmičevega Novega Testamenta. Kovač je študiral Sopronju, Halleju in Jeni; cerkveni poglavar je za Prekmurje in zadnja inštanca, dokler ni rešeno škofovsko vprašanje."
Po prvi svetovno vojni je zasedal položaje v novo nastali državi, ki sta jo pretresli dve komunistični revoluciji. Po sklepu Narodnega sveta v Budimpešti so 2. novembra 1918 ustanovili okrajni 
Narodni svet v Murski Soboti. Najvažnejši člani sveta so postali: predsednik Lajoš Šömen (odvetnik), Geza Hartner (veleposestnik), Mikloš Pinter (odvetnik), Janoš Slepec (dekan), István Kováts (senior evangeličanske cerkve), Ferenc Ruzsa (učitelj), Zsigmond Batthyány (grof), László Szapáry (grof) itd. Istočasno je bil ustanovljen tudi Vojaški svet. Okrajni Narodni svet so ustanovili tudi v Lendavi. Glavne naloge svetov so bile: ustanavljanje meščanskih straž, krotenje revolucionarnih delovnih ljudi in vojakov, dušenje narodnih zahtev ipd.
Po vrnitvi Prekmurja Madžarski se je udeležil prve seje županijske skupščine 19. maja 1941, ki so se je udeležili tudi drugi pomembni predstavniki soboškega okraja: József Radvány, poznejši okrajni glavar József Olajos, soboški župan Nándor Hartner, evangeličanski senjor István Kováts, katoliški dekan József Krantz, tovarnar Josip Benko, lekarnar Gyula Bölcs, trgovec Ferenc Kühár, posestnik József Kühár, kraljevi notar Miklós Pinter in predsednik obrtne zadruge István Szukits. Delegacija je bila zelo toplo pozdravljena, za pozdrave pa sta se posebej zahvalila Hartner, ki je govoril o "pravih čustvih vendskega ljudstva, ki ne želi biti narod niti manjšina ampak Madžar pri molitvi in delu" in senjor Kováts, ki je opisoval "radost vendskega ljudstva, da se je po dolgem trpljenju osvobodilo in povrnilo v svojo tisočletno domovino".
Kovač je umrl kmalu po drugi svetovni vojni 11. decembra 1945 v Murski Soboti. Adam Luthar se je ob krsti pred zbrano množico žalujočih poslovil od njega z besedami iz Hebr 13,7: Spominjajte se svojih vodnikov, ki so vam oznanjali besedo božjo, ozirajoč se na njihov konec, posnemajte njih vero! Pokopan je v družinski grobnici na murskosoboškem pokopališču.

## Galerija
- Evageličanski duhovniki Prekmurskega seniorata leta 1928.
- Uprava Prekmurske banke: evangeličanski senior in predsednik Prekmurske banke Števan Kovatš (sedi drugi od leve proti desni).
- Spominska plošča v Evangeličanski cerkvi v Murski Soboti.
- Naslovna stran Kovačeve Zgodovine Mursko-soboške evangeličanske gmajne
- Luther kalendari, ki ga je Kovač izdal za: szlovenszki evangelicsanszki narod
- Grob na mursko-soboškem pokopališču, kjer je pokopan Kovač

## Dela
- Luther kalendari: na 1920. présztopno leto za szlovenszki evangelicsanszki národ - vödáni po Kováts Stevani, Murska Sobota, 1920
- Petáinci, Evangeličanski kalendar, 1933
- Zgodovina Mursko-soboške evangeličanske gmajne, Evangeličanski kalendar, 1940.

## Odlikovanja
- Red Sv. Save 3. stopnje